# San Benedicto

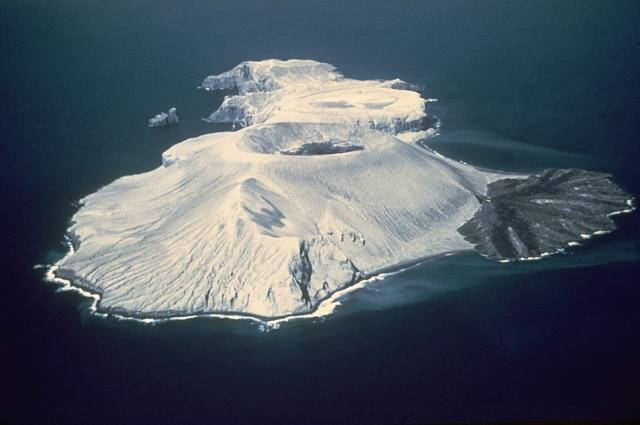
L'isola di San Benedicto

San Benedicto è un'isola vulcanica disabitata dell'Oceano Pacifico ma fa parte delle Isole Revillagigedo. È un cono di cenere che ha eruttato per l'ultima volta nel 1953.